# Horná Streda
Horná Streda este o comună slovacă, aflată în districtul Nové Mesto nad Váhom din regiunea Trenčín. Localitatea se află la altitudinea de 169 m deasupra n.m., se întinde pe o suprafață de 9,83 km2 și în 2017 număra 1.386 de locuitori.

## Istoric
Localitatea Horná Streda este atestată documentar din 1263.

## Demografie
| An:                | 1994 | 2004   | 2014   | 2024   |
| ------------------ | ---- | ------ | ------ | ------ |
| Număr de persoane: | 1328 | 1264   | 1350   | 1420   |
| Diferență:         |      | −4,81% | +6,80% | +5,18% |

| An:                | 2023 | 2024   |
| ------------------ | ---- | ------ |
| Număr de persoane: | 1415 | 1420   |
| Diferență:         |      | +0,35% |